# Alberto Poveda
Alberto Poveda Torrez (ur. 16 maja 1995) – boliwijski zapaśnik walczący w stylu wolnym. Srebrny medalista mistrzostw Ameryki Południowej w 2014 roku.